# Eremedaille voor Veertig Jaar Trouwe Dienst (Oostenrijk)
De Eremedaille voor Veertig Jaar Trouwe Dienst, (Duits: Ehrenmedaille für 40jährige Treue Dienste) werd op 18 augustus 1898 ingesteld door keizer Frans Jozef I van Oostenrijk.
De onderscheiding werd ingesteld op de 68e verjaardag van de Oostenrijks-Hongaarse vorst. De medaille beloonde diegenen die "trouw en gewetensvol" veertig jaar onafgebroken in het bedrijfsleven of in een en dezelfde openbare of overheidsfunctie hadden gediend. Het veertig of vijftig jaar lang aanhouden van dezelfde baan werd in de 19e en in een groot deel van de 20e eeuw als een bijzondere verdienste gezien.
Deze medaille werd zonder dat onderscheid in rang en geslacht werd gemaakt uitgereikt.
Op 5 september 1898 werd de kring van mogelijke dragers van deze medaille uitgebreid met militaire ambtenaren, militaire artsen, militaire geestelijken, leraren aan militaire scholen en de lagere medewerkers van het Ministerie van Oorlog.
Het statuut van 1908 gaf de Eremedaille voor Veertig Jaar Trouwe Dienst een plaats in de hiërarchie van de Oostenrijkse onderscheidingen. Zo werd ook de draagvolgorde van de onderscheidingen en de batons bepaald. Deze medaille komt volgens het Statuut in de hiërarchie na het Zilveren Kruis van Verdienste en de Oorlogsmedaille. Ook de plaats na het IJzeren Kruis van Verdienste en het Militaire Dienstteken Ie Klasse wordt genoemd.
De ronde verguld bronzen medaille heeft een diameter van 34 millimeter en draagt aan de voorzijde het portret van de stichter in de ordekleding van de Orde van het Gulden Vlies. Het rondschrift luidt "FRANC.IOS.I.D.G.IMP.AVSTR.REX.BOH.GALÍLL.ET AP.REX.HVNG." binnen een met lint omwonden eikenkrans.
Op de keerzijde is rijk versierd. In het midden staat "XXXX ANNORUM" in een krans van stralen. Daaromheen staat het rondschrift "SIGNVM LABORIS FIDELITER PERACTI" binnen een krans van 12 gestileerde bladeren van de wijnruit. De buitenste rand van de medaille is met een parelrand versierd.
Er bestaan medailles met een iets rossig verguldsel, andere medailles zijn met geelgoud verguld. Er zijn medailles waarvoor een gepolijt stempel werd gebruikt. Medailles van ijzer zijn zeldzaam.

## Het lint
Militair personeel droeg de medaille aan een driehoekig lint op de linkerborst. Hun lint was dat van het Oostenrijkse Militaire Dienstteken; "keizerlijk geel" met een zwarte streep langs de rand.
Anderen droegen de medaille aan een gelijkvormig rood lint.